# تیم دوچرخه‌سواری تی‌وی‌ام
تیم دوچرخه‌سواری تی‌وی‌ام (انگلیسی: TVM) یک تیم دوچرخه‌سواری در کشور هلند بود.
این تیم در سال ۱۹۸۸ تأسیس و در سال ۲۰۰۰ منحل شده‌است.

## دوچرخه‌سواران مطرح
| نام               | زاده | ملیت     | قبلی                          | ورود | خروج | بعدی                      |
| ----------------- | ---- | -------- | ----------------------------- | ---- | ---- | ------------------------- |
| فیل اندرسون       | ۱۹۵۸ | استرالیا | تیم دوچرخه‌سواری پاناسونیک     | ۱۹۸۸ | ۱۹۹۰ | Motorola                  |
| یوهان کاپیوت      | ۱۹۶۴ | بلژیک    | Roland                        | ۱۹۸۸ | ۲۰۰۰ | (none)                    |
| یسپر اسکیبی       | ۱۹۶۴ | دانمارک  | Roland                        | ۱۹۸۹ | ۱۹۹۷ | تیم تینکوف                |
| خرت یان تنیسه     | ۱۹۶۳ | هلند     | تیم دوچرخه‌سواری پاناسونیک     | ۱۹۹۱ | ۱۹۹۴ | Collstrop-Lystex          |
| استون روکس        | ۱۹۶۰ | هلند     | تیم دوچرخه‌سواری فستینا        | ۱۹۹۴ | ۱۹۹۵ | (none)                    |
| بو هامبورگر       | ۱۹۷۰ | دانمارک  | (none)                        | ۱۹۹۱ | ۱۹۹۷ | Casino-C’est Votre Équipe |
| Robert Millar     | ۱۹۵۸ | بریتانیا | تیم دوچرخه‌سواری کردیت اگریکول | ۱۹۹۲ | ۱۹۹۴ | Le Groupement             |
| مارتن دن باکر     | ۱۹۶۹ | هلند     | تیم دوچرخه‌سواری پی‌دی‌ام        | ۱۹۹۲ | ۱۹۹۷ | تیم لوتوان‌ال–یومبو        |
| تریستان هوفمان    | ۱۹۷۰ | هلند     | (none)                        | ۱۹۹۲ | ۱۹۹۹ | تیم تینکوف                |
| بارت فوسکامپ      | ۱۹۶۸ | هلند     | (none)                        | ۱۹۹۳ | ۱۹۹۹ | Team Polti                |
| سروایس کناون      | ۱۹۷۱ | هلند     | (none)                        | ۱۹۹۳ | ۲۰۰۰ | Domo-Farm Frites          |
| یرون بلایلونس     | ۱۹۷۱ | هلند     | (none)                        | ۱۹۹۴ | ۱۹۹۹ | Team Polti                |
| استون د یونگ      | ۱۹۷۳ | هلند     | (none)                        | ۱۹۹۵ | ۱۹۹۹ | تیم لوتوان‌ال–یومبو        |
| پتر فان پتخم      | ۱۹۷۰ | بلژیک    | Trident                       | ۱۹۹۵ | ۲۰۰۰ | Mercury-Viatel            |
| Steffen Kjærgaard | ۱۹۷۳ | نروژ     | (none)                        | ۱۹۹۶ | ۱۹۹۷ | Team Chicky World         |
| لارس مایکلسن      | ۱۹۶۹ | دانمارک  | Festina                       | ۱۹۹۷ | ۱۹۹۸ | تیم دوچرخه‌سواری اف‌دی‌جی    |
| سرگئی ایوانوف     | ۱۹۷۵ | روسیه    | Lada-Samara                   | ۱۹۹۷ | ۲۰۰۰ | فاسا بورتولو              |
| Jan van Wijk      | ۱۹۶۲ | هلند     | تیم دوچرخه‌سواری پاناسونیک     | ۱۹۸۹ | ۱۹۹۰ | (none)                    |